# Narbacular Drop
Narbacular Drop — це Головоломка-платформер 2005 року, розроблена компанією Nuclear Monkey Software. Це був випускний ігровий проєкт студентів, з Технологічного інституту DigiPen. Ігровий процес складається з навігації підземеллям за допомогою інноваційної системи порталів. Гравець керує двома взаємопов'язаними порталами, які можна розмістити на будь-якій неметалевій поверхні (стіні, стелі або підлозі). Гейб Ньюелл, генеральний директор корпорації Valve, зацікавився роботою команди і взяв на роботу весь персонал у Valve. Розробники продовжили роботу над визнаною критиками Portal, використовуючи багато з тих самих концепцій.
Слово Narbacular, якого немає в жодному словнику, було обрано насамперед для того, щоб полегшити пошук в інтернеті.

## Ігровий процес

Скріншот ігрового процесу з першої робочої версії гри

Хоча «Narbacular Drop» має 3D-світ, що нагадує такі шутери від пегої особи, як Quake, унікальний елемент порталів і відсутність у можливості стрибків робить навігацію та розв'язання головоломок дуже нетрадиційними. Гравець може відчиняти два взаємопов'язані портали одночасно, кожен з яких має вигляд величезного обличчя з палаючими очима (помаранчевими або синіми, щоб відрізнити їх, коли гравець розміщує один з них) і відкритим ротом, достатньо великим, щоб бачити і проходити крізь нього. Портали, що розміщуються за допомогою інтерфейсу point-and-click, керованого мишею, дозволені лише на природних поверхнях і заборонені на будь-яких металевих, лавових або інших штучних поверхнях у грі. Окрім порталів, важливими ігровими елементами є перемикачі, ящики, величезні валуни, що котяться, які можуть розчавити персонажа, та «лавові черепахи», які допомагають гравцеві долати ділянки лави. Гравець не може зберігати прогрес гри. Через відсутність функції збереження, гра насправді досить коротка, складається лише з шести рівнів (включаючи незавершений рівень з босом) і бонусного « демонстраційного рівню», в якому виставлені художні ресурси гри поряд з невикористаними матеріалами.
Будучи здебільшого технологічною демонстрацією, гра містить лише шість головоломок, які потрібно вирішити. Проте члени спільноти форуму «Narbacular Drop» створили каталог користувацьких мап.

## Сюжет
Сюжет розповідає про долю принцеси «Безколінної» (англ. No-Knees), названої так через те, що вона не вміє стрибати. Захоплена демоном, ув'язнена принцеса виявляє, що підземелля, в якому її утримують, насправді є елементалем на ім'я Воллі. Використовуючи здатність Воллі створювати портали, принцеса вирішує втекти і перемогти демона.

## Нагороди та відзнаки
- IGF Переможець студентської виставки (2006)[1]
- Slamdance Фіналіст конкурсу Guerrilla Gamemaker Competition (2006)
- GameShadow Номінація фестивалю та премії «Інновації в іграх» (2006)
- Game Informer Топ-10 ігор, про які ви ніколи не чули
- Edge Інтернет-гра місяця (березень 2006)
- Gamasutra Quantum Leap Awards: Найважливіші ігри «Почесна згадка» (2006)

## Portal
Valve, розробник серії ігор Half-Life, зацікавилася «Narbacular Drop» після того, як побачила гру на щорічному конкурсі кар'єр DigiPen. Робін Вокер, один з розробників Valve, побачив гру на конкурсі і пізніше зв'язався з командою, надавши їм поради та запропонувавши показати гру в офісі Valve. Після презентації президент Valve Гейб Ньюелл запропонував усій команді роботу у Valve для подальшої розробки гри. Команда розробила Portal приблизно за два роки і чотири місяці після того, як приєдналася до Valve.

У Portal, ігровий персонаж мовчазний протагоніст, Челл, піддається випробуванням і глузуванням з боку штучного інтелекту на ім'я GLaDOS, щоб завершити кожну тестову камеру в Центрі Збагачення Aperture Science. Гравець повинен розв'язувати головоломки за допомогою «портативного портального пристрою Aperture Science» — пристрою, який може створювати портали між двома пласкими площинами. Певні елементи були збережені з Narbacular Drop, такі як система ідентифікації двох унікальних кінцевих точок порталу за допомогою помаранчевого та синього кольорів. Portal була випущена 10 жовтня 2007 року на ПК, Xbox 360 та PlayStation 3, як частина The Orange Box, до критичного та комерційного успіху. Продовження, Portal 2, вийшло 19 квітня 2011 року.

## Поссилання
- Narbacular Drop на DigiPen
- Nuclear Monkey Software [Архівовано 2015-08-30 у Archive.is] at DigiPen
- Nuclear Monkey Software mirror
- Narbacular Drop at Wine AppDB
- Narbacular Drop Gallery Page at DigiPen